# Прощание в июне (фильм)
«Прощание в июне» — российский фильм 2003 года режиссёра Сергея Ломкина по мотивам одноимённой пьесы Александра Вампилова.

## Сюжет
По мотивам одноимённой пьесы Александра Вампилова, при этом время действия перенесено из 1960-х годов в 2000-е годы.
Николай Колесов — студент-дипломник, любимец курса, озорник и сорвиголова. Учеба не слишком беспокоит веселого и бесшабашного парня, дипломная работа которого обещает прорыв и успешную карьеру. На остановке он знакомится с Таней, не зная, что она дочь ректора. Озорной характер приводит его к сложной ситуации: решив сделать необычное предложение девушке, сказавшей в шутку, что согласится выйти замуж, если на свадьбе будет петь известная певица, он отправляется выполнять обещание, что выливается в драку с продюсером, затем с милицией и арестом на 15 суток. Ректор, у которого свои планы, ведь за открытие студента университету обещан грант иностранного фонда, а представитель фонда Юджин имеет виды на Таню, исключает Николая из вуза. Студенты организуют протест. Теперь перед Николаем дилемма: своя карьера или счастье Тани.

## В ролях
- Яков Ломкин — Николай Колесов, студент
- Екатерина Климова — Таня Репникова, дочь ректора
- Юрий Соломин — Репников, ректор университета
- Евгения Глушенко — Репникова
- Дмитрий Новицкий — Юджин, представитель канадского фонда
- Сергей Тезов — Усольцев, декан биологического факультета
- Александр Пашутин — Золотуев, приятель Колесова
- Максим Литовченко — Букин, студент
- Ольга Левитина — Маша, студентка
- Сергей Фролов — Гомыра, студент-дипломник биологического факультета
- Александр Гришаев — Фролов, студент-дипломник биологического факультета
- Юрий Сазонов — весёлый, студент-дипломник
- Анна Уколова — староста курса
- Дмитрий Мирон — серьёзный
- Ксения Часовских — строгая
- Елизавета Вереина — красавица
- Арина Маракулина — Голошубова, певица
- Кирилл Мажаров — Игорёк, продюсер Голошубовой
- Михаил Полицеймако — ведущий Муз-ТВ
- Алексей Жарков — судья
- Ольга Хохлова — торговка в суде

## Съёмки
Университет в фильме снимали в главном корпусе МПГУ.

## Фестивали
- Фестиваль «Виват кино России!» (Санкт Петербург, 2004) — фильм-участник основной конкурскной программы, но призов не получил
- Фестиваль «Окно в Европу» (Выборг, 2003) — фильм-участник основной конкурскной программы, но призов не получил

## Критика
Киновед Сергей Кудрявцев оценил фильм на 5 баллов из 10 возможных.